# Vatica obovata
Vatica obovata är en tvåhjärtbladig växtart som beskrevs av V. Slooten. Vatica obovata ingår i släktet Vatica och familjen Dipterocarpaceae. Inga underarter finns listade i Catalogue of Life.